# Miguel Eduardo Pardo
Miguel Eduardo Pardo (Caracas, Venezuela, 1868-París, Francia, 29 de septiembre de 1905) fue un escritor, poeta y periodista venezolano. Con numerosas obras en el ámbito de la sátira social, se le considera unos de los escritores venezolanos de mayor éxito de fines del siglo XIX.
Comenzó a alcanzar notoriedad a la temprana edad de 16 años, cuando junto con otros escritores nóveles tales como Gabriel E. Muñoz y Paulo Emilio Romero, fundan la revista La Fraternidad Literaria. Como escritor de ficción, escribió obras de teatro, poesía, cuentos cortos y novelas.
En 1892 fue director del periódico satírico El Buscapié de Caracas, desde donde ejerció la crítica social. También colaboró con la revista El Cojo Ilustrado, entre 1892 a 1894, con una serie de crónicas sobre sus impresiones por Europa, en su columna «Madrileñas».
En 1899 publica en Madrid su trabajo más conocido, la novela: Todo un pueblo. La obra de estilo realista, recoge elementos del contexto político de la época. Los juicios críticos posteriores la catalogan entre un panfleto ensañado contra la burguesía local y, en el otro extremo, como «una de las novelas satírico-sociales más sobresalientes que se han escrito en la América española», como afirmara Gonzalo Picón Febres. En 1902 se publicó bajo el título de Villabrava.
Pardo es autor de un drama titulado A tal culpa tal castigo (1888) y de dos volúmenes donde recoge sus artículos y crónicas: Al trote (1894) y Volanderas (1895).